# Saxthorpe
Saxthorpe – wieś w Anglii, w hrabstwie Norfolk, w dystrykcie North Norfolk. Leży 25 km na północny zachód od Norwich i 171 km na północny wschód od Londynu.